# سفيتلانا أوسيبوفا
سفيتلانا أوسيبوفا (مواليد 3 مايو 2000) هي لاعبة تايكوندو أوزبكية، حصلت على الميدالية الذهبية في وزن 73 كجم في بطولة العالم للتايكوندو 2022.

## وصلات خارجية
- سفيتلانا أوسيبوفا على موقع TaekwondoData.com (الإنجليزية)
- سفيتلانا أوسيبوفا على موقع اللجنة الأولمبية الدولية (الإنجليزية)
- سفيتلانا أوسيبوفا على موقع أوليمبيديا (الإنجليزية)